# Cartelera Turia

Cartelera Turia est une revue hebdomadaire en espagnol publiée à Valence (Espagne) à destination de la Communauté valencienne, consacrée à l'actualité artistique et culturelle.
Fondée en 1964, Cartelera Turia se compose de différentes sections et contenus : critiques de cinéma et de théâtre, articles d'opinion, actualités, interviews, guides gastronomiques, recension de livres, programmes télévisés, sport, etc.
Ce « vétéran des hebdomadaires valenciens »  est lancé à Valence en janvier 1964 et est publié chaque semaine sans interruption depuis lors. Il s'agit à l'origine d'un projet culturel promu par de jeunes étudiants universitaires, un groupe d'intellectuels cherchant un moyen d'intervenir culturellement dans la société valencienne et qui trouvent une solution originale en donnant à la revue la forme d'un programme de spectacles («cartelera» en espagnol). En raison des critiques acerbes formulées depuis Cartelera Turia  contre la politique culturelle de l'Espagne franquiste, la revue a été exposée à de multiples conflits administratifs et judiciaires avec les autorités du régime et avec l'extrême droite. Des problèmes de cet ordre persistent durant la transition démocratique, lorsque l'abrogation de la loi Fraga (ca) permet au magazine d'assumer une orientation clairement engagée à gauche,,,,.
Depuis 1992, la revue décerne les Prix Turia, récompensant des personnalités du monde de la culture et du spectacle.

## Histoire
La dernière semaine de janvier 1964 sort le premier numéro de Cartelera Turia, une publication contenant des informations culturelles sur divers domaines (cinéma, théâtre, musique, arts visuels, bandes dessinées, etc.) avec une bonne dose de satire, de références intellectuelles et artistiques et un caractère clairement transgressif. L'émergence de Cartelera Turia brise le statu quo d'un marché jusqu'alors presque exclusivement dominé par la Cartelera Bayarri et représente la naissance d'une nouvelle façon de concevoir les loisirs dans la ville.
Dans le cas des  carteleras, revues proposant une programmation cinématographique, les convertures consistaient généralement dans la reproduction de l'image d'un acteur, soit parce qu'il était devenu une icône pour le public, soit parce qu'il était jouait dans un film à l'affiche. Les débuts de Cartelera Turia sont différents. Les dix premiers numéros proposent une reproduction miniature d'un paysage ou d'un monument de la ville : Tours de Quart, porte de la Cathédrale, Loge de la soie, avenue José Antonio, défilé de fanfares sur la place du Caudillo, photo dédiée à Dúo Dinámico, porte dels Apôtres, etc.
Cet enracinement et cet engagement dans la ville de Valence se poursuivent au cours des années 1970, qui marquent à nouveau un changement en termes d'iconographie. Les images d'acteurs, d'actrices, de réalisateurs de cinéma ou de la ville elle-même continuent d'être présentes, car elles font partie de l'identité de la revue, mais alors commence l'incorporation occasionnelle de designers, graphistes, peintres, publicistes, photographes, dessinateurs, ce qui, au-delà de la valeur ajoutée, place Cartelera Turia dans une position d'avant-garde par rapport à la concurrence. Equipo Crónica, Equipo Realidad, Estampa Popular, Manuel Boix, Rafael Armengol (es), Carmen Calvo, Josep Renau, Joaquín Michavila (es), et d'autres laissent leur marque sur la couverture de la Cartelera.
Dans la période 1975-1982, la revue s'ouvre aux questions politiques de manière directe avec une sensibilité idéologique de gauche, mais le cinéma est le principal facteur de cohésion de la publication et de l’équipe,.